# David Gilmour
David Jon Gilmour (Cambridge, 1946. március 6. –), a Pink Floyd nevű brit együttes énekese, gitárosa és dalszerzője. Rengeteg előadóval dolgozott már együtt élete során és sikeres szólókarriert tudhat maga mögött a Pink Floyd feloszlása után is. Számos jótékonysági szervezetnek adományozott és 2003-ban A Brit Birodalom Rendje kitüntetés tulajdonosa lett. 2008-ban „kimagasló közreműködőként” Q Awards-díjat kapott, amit a már elhunyt Richard Wrightnak ajánlott fel. 2011-ben a Rolling Stone magazin a 14. helyre sorolta be Gilmourt a Minden idők 100 legjobb gitárosa listán.

## Pályafutása kezdete
David Jon Gilmour Cambridge Grantchester Meadows nevű részén született 1946. március 6-án, és itt is nőtt fel. Apja, Douglas Gilmour a Cambridge-i Egyetem Zoológiai Tanszékének vezető docense, anyja, Sylvia pedig tanárnő volt. A Live At Pompeii-nél Gilmour a családját újgazdagként határozza meg.
A cambridge-i Hills Roadon található The Perse School iskolába járt, ahol találkozott a Pink Floyd későbbi gitárosával, Syd Barrett-tel. Gilmour emelt szintű modern nyelvet tanult és ebédidejükben együtt gitároztak. Ekkor még nem ugyanabban a zenekarban játszottak, mivel Gilmour 1963-ban csatlakozott a Jokers Wild nevű helybéli zenekarhoz. Cambridge környékén ők számítottak az egyik legjobb zenekarnak, minden tagja képzett zenész volt. A zenekar eredeti dobosát, Clive Welhamet felváltó Willie Wilson a The Wall show-kban a Pink Floyd háttérzenekarának tagja is volt. Mivel Gilmour Cambridge-ben élt, könnyen talált fellépési lehetőséget a Jokers Wildnak, de ő maga nem érte be ennyivel, és miután Syddel és néhány barátjukkal 1965 augusztusát utcazenéléssel töltötték Dél-Franciaországban, úgy határozott, hogy a Jokers Wilddal visszatér a kontinensre. Körülbelül egy évig maradtak, őket is elragadta a hippiőrület, s a zenekart Flowers névre keresztelték. Ez a formáció végül megszűnt és 1966-ban Gilmour kilépett.

## Pink Floyd

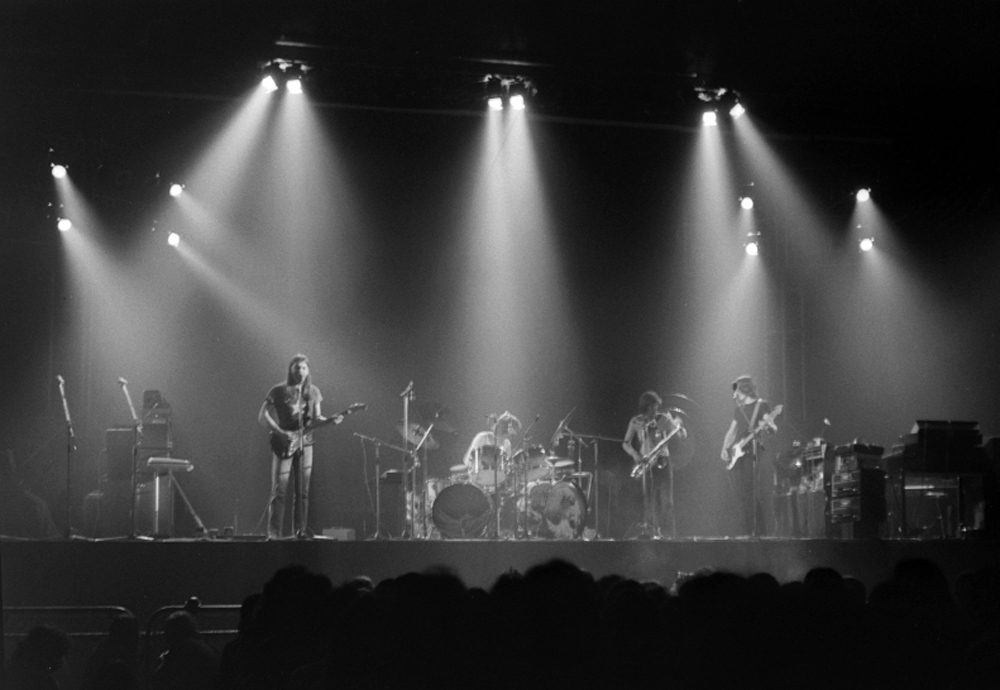
A Pink Floyd a The Dark Side of the Moon koncertjén 1973-ban az Earls Courtban. A tagok balról jobbra: David Gilmour, Nick Mason (dob), Dick Parry (szaxofon), Roger Waters (basszusgitár) és Richard Wright (billentyű).

### 1968 – 1984
Gilmourt 1967 decemberében hívta meg Nick Mason a Pink Floydhoz, hogy ha gondolja, akkor játsszon velük. Végül 1968 januárjában csatlakozott is hozzájuk, így a zenekar ideiglenesen öt tagból állt. Ha Syd Barrett képtelen volt játszani a koncerteken, Gilmour játszotta a gitártémáit, s mikor Barrett végül teljesen kiszállt a zenekarból (jobban mondva mikor már nem vette fel a többi tag útközben a koncertek felé a kocsiba), akkor Gilmour lett a szólógitáros és a másik fő énekes, Roger Waters basszusgitáros és Richard Wright billentyűs mellett. A The Dark Side of the Moon és a Wish You Were Here albumok sikere nyomán Waters egyre inkább átvette a vezetést a zenekarban, s az Animals és a The Wall nagy részét ő egyedül írta. A The Wall időszakban Wrightot kirúgta Waters, s Waters és Gilmour kapcsolata a The Wall filmváltozatának forgatása és az 1983-as The Final Cut felvétele idején megromlott. Az Animals felvételei után Gilmour úgy érezte, hogy nem használta ki maximálisan a zenei tudását, ezért elkészítette első szólólemezét David Gilmour néven 1978-ban, amiben már teljesen ki tudta bontakoztatni azon elképzeléseit és ötleteit, amit nem tudott az Animalsen. Mialatt Waters a negatív hangulatú, szinte szólópályájának kezdeti lemezein, a The Wallon és a The Final Cuton dolgozott, addig Gilmour a második szólólemezét készítette, az About Face-t, ami 1984-ben jelent meg. Nem túl sok jegy kelt el Gilmour About Face és Waters első szólólemezének, a The Pros and Cons of Hitch Hikingnek a turnéin.

### 1985 – 2013
1985-ben Waters bejelentette, hogy „az ő részéről vége a Pink Floydnak”, majd egy évre rá, 1986-ban Gilmour és a dobos, Nick Mason a sajtónak azt mondták, hogy Waters távozott a zenekarból és ők tovább viszik nélküle a Pink Floydot. Ezt követően Gilmour vette át az irányítást a zenekarnál, s Masonnal és Wrighttal közösen elkészítették az 1987-es A Momentary Lapse of Reason lemezt. Az album kiadása és a világ körüli turnén után hivatalosan is visszajött Wright a formációhoz, hogy elkészítsék a következő – s egyben a legutolsó – Pink Floyd-lemezt, az 1994-es The Division Bellt. Gilmour a legutóbbi lemezről:
Mielőtt Roger kiszállt, rengeteg gond volt azzal, hogy merre haladjunk tovább. Szerintem a dalszövegek túlzott jelentőséget kaptak, és a zene szinte csak azért kellett, hogy a szöveget támogassa, nem volt túl inspiráló… A The Dark Side of the Moon és a Wish You Were Here nem pusztán Roger közreműködése miatt volt olyan sikeres, hanem a zene és a szöveg közötti egyensúly miatt, ami az utóbbi albumokon eléggé felborult. Ez a célom az új albummal: jobban összpontosítani a zenére, visszaállítani az egyensúlyt.
1986-ban Gilmour megvásárolta az Astoria nevű lakóhajót, amit később átalakított stúdióvá, ahol a legutóbbi két Pink Floyd-lemezt, illetve Gilmour On an Island című szólóalbumát vették fel.

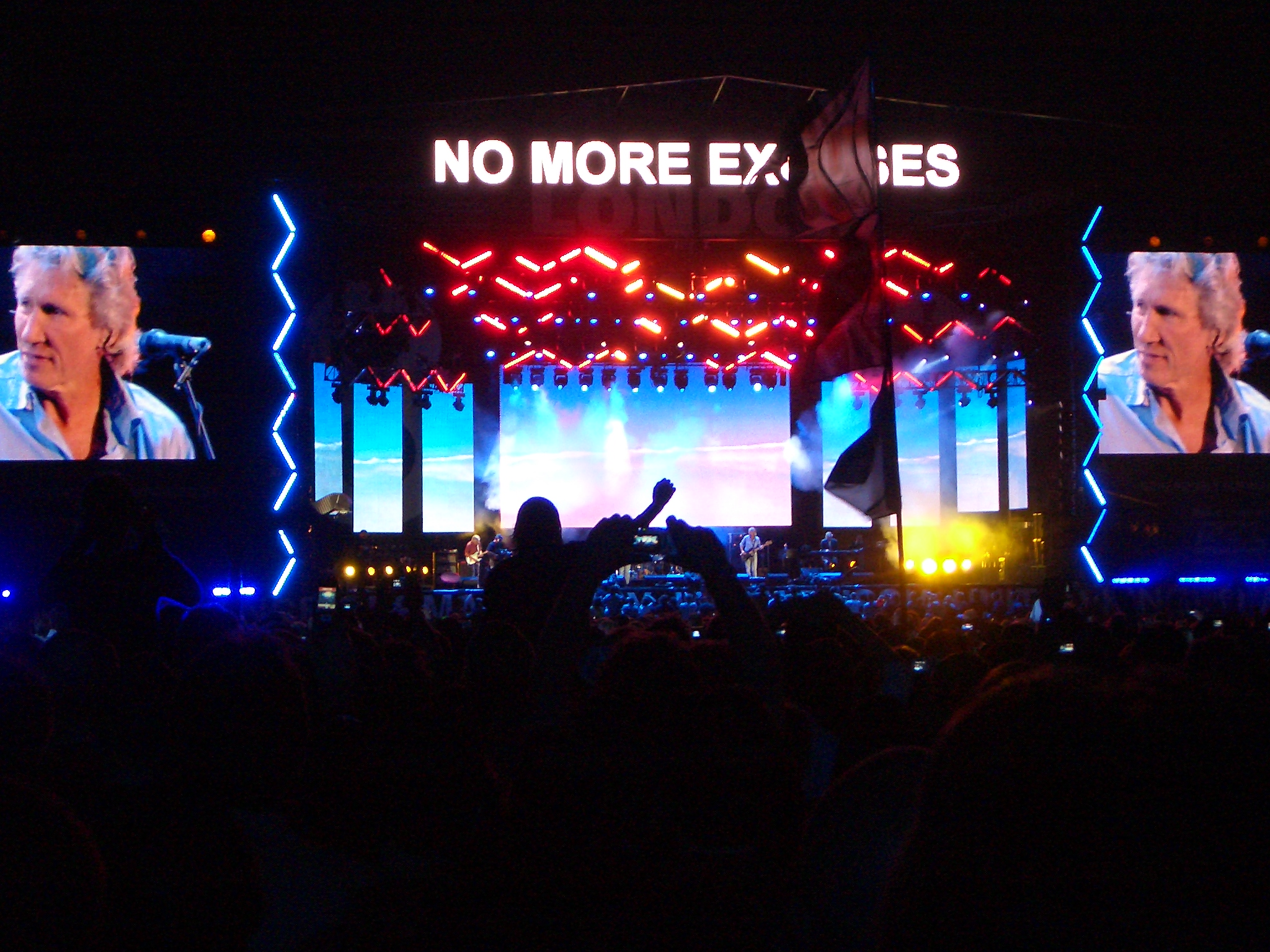
A Pink Floyd a 2005-ös Live 8 koncerten, mely a zenekar utolsó fellépése volt.

2005. július 2-án a Pink Floyd – Roger Watersszel együtt – fellépett a Live 8-en. A koncert átmeneti, 1343%-os növekedést eredményezett az Echoes: The Best of Pink Floyd eladásában. Az ebből származó nyereséget Gilmour jótékonysági célokra fordította:
A fő cél az volt, hogy nyomást gyakoroljunk a G8 vezetőire, úgyhogy ebből a koncertből nem profitálok. Ennek a pénznek életeket kell mentenie.
Nem sokkal ezután a többi előadót is arra kérte, hogy a hasonló extra nyereséget jótékonysági célokra fordítsák. A Live 8 koncert után a Pink Floyd egy 150 millió fontos ajánlatot kapott, ha az Egyesült Államokban turnéznak, de az együttes ezt visszautasította.
2006. február 3-án, a La Repubblica című olasz napilapnak adott Gilmour egy interjút, miszerint nem sok esélyt lát arra, hogy a Pink Floyd újra turnézni kezdjen, vagy hogy új albumot vegyen fel:
Azt hiszem, elég volt. 60 éves vagyok. Nem akarok többé olyan sokat dolgozni. A Pink Floyd nagyon fontos szerepet játszott az életemben, nagyon szép időszak volt, de vége. Sokkal könnyebb a munka egyedül.
Azt mondta, azzal, hogy elvállalták a Live 8-es fellépést, biztosították, hogy a Pink Floyd boldogan fejezhesse be a pályáját.
Több okunk is volt rá, a legfontosabbnak a rendezvény célját tartottuk. A második Rogerrel való rossz viszonyom volt, ami miatt nagyon szomorú voltam. Ezért akartunk játszani és elfelejteni a régi sérelmeket. A harmadik ok az, hogy nagyon bántam volna, ha nem vállalom el.
2006. február 20-án, a Billboard.com-nak adott interjújában viszont már máshogy nyilatkozott a Pink Floyd jövőjével kapcsolatban:
Ki tudja? Jelenleg nem tervezek semmit a Pink Floyddal. Most a saját karrieremmel és az új albumommal foglalkozom.
2006 decemberében Gilmour összeállított egy zenekart Syd Barrett emlékére, aki még ez év júliusában meghalt, s előadták a Pink Floyd első kislemezdalát, az Arnold Layne-t, ami amúgy Syd szerzeménye. A számot felvették a londoni Royal Albert Hallban, s kislemezként kiadták CD-n, ami az angliai 75-ös toplistán három héten át a 19. helyen szerepelt. A számon közreműködött a Pink Floyd, s egyben Gilmour billentyűse, Richard Wright, továbbá vendégként szerepelt David Bowie.
A 2005-ös Live 8-es fellépésük után Gilmour még egyszer kijelentette, hogy nem fog újra összeállni a Pink Floyd. Habár egy Phil Manzanerával készült 2007-es interjúban ő azt mondta, hogy „ezzel még nincs vége” és hogy valamin még dolgozik. Richard Wright 2008 szeptemberében bekövetkezett halálával lehetetlenné vált, hogy mind a négy tag újra együtt játszhasson, amire Gilmour a következőket mondta:
Gyakran elfelejtik azt az emberek, hogy Ricknek mekkora szerepe volt a Pink Floydban. Udvarias, szerény és közvetlen volt, nagyban hozzájárult a zenekar hangzásához varázslatos hangjával és játékával. Mint ahogyan Rick, úgy én sem tudom egykönnyen kifejezni szavakban az érzéseimet, de szeretem őt és nagyon fog hiányozni. Senkivel sem tudtam úgy játszani, mint vele.
2010. július 11-én Gilmour Watersszel együtt lépett fel egy jótékonysági alapítvány számára rendezett koncerten az angliai Oxfordshire-ben Úgy tűnt, hogy Gilmour és Waters véget vetettek viszályuknak, együtt nevetgéltek és viccelődtek. Gilmour 2011. május 12-én a londoni O2-ben Waters-szel együtt adta elő a Comfortably Numb című számot, és Nick Masonnal együtt a koncert végén az Outside the Wall című számban játszott a zenekar többi tagjával. Októberben Gilmour az Orb nevű elektronikus duóval közös albumot adott ki Metallic Spheres címmel.

### 2014 – 2019
2014. november 7-én a Pink Floyd kiadta a The Endless River-t. Gilmour azt mondta, hogy ez lesz a Pink Floyd utolsó stúdióalbuma. 2015 augusztusában Gilmour megismételte, hogy a Pink Floydnak "vége" és hogy Wright nélkül újra összeállni rossz lenne. 2015. szeptemberben megjelent negyedik szóló stúdióalbuma, a Rattle That Lock. November 14-én Gilmourról készült egy dokumentumfilm a BBC Two-n, David Gilmour. A filmet a BBC Two dokumentumfilmje, David Gilmour: Wider Horizons.
2017. szeptember 13-án mutatták be a kiválasztott mozikban Gilmour Live at Pompeii című élő albumát és filmjét, amely a 2016. július 7-én és 8-án a pompeji amfiteátrumban adott két koncertjét dokumentálja. 2017. szeptember 29-én jelent meg az album és a harmadik helyig jutott az Egyesült Királyság albumlistáján. Ferdinando Uliano polgármester Pompeji díszpolgárává avatta Gilmourt.
Waters és Gilmour továbbra is civakodtak, többek között az albumok újrakiadásán, valamint a Pink Floyd weboldalának és közösségi média csatornáinak használatán vitatkoztak. 2018-ban Mason, aki továbbra is közel áll mindkettőjükhöz, azt mondta, hogy Waters nem tiszteli Gilmourt, mivel Waters úgy érzi, hogy a szöveg a minden, és hogy a gitározás és az éneklés olyasmi, amire ugyan nem mondja, hogy bárki képes, de szerinte mindent inkább az szöveg alapján kell megítélni.

### 2020 – 2024
2020 áprilisától a Covid19-pandémia alatt, két éven keresztül Gilmour és családja  ingyenesen streamingelt, például Barrett és Leonard Cohen dalait adták elő. 2020 júliusában megjelentette a Yes, I Have Ghosts című számát, amely 2015 óta az első kislemeze volt.
2021-ben a Rolling Stone megírta, hogy Gilmour és Waters „újabb mélypontra jutottak a kapcsolatukban”.
2022 áprilisában Gilmour és Mason egy alkalomra újra összehozták a Pink Floydot: az orosz–ukrán háború elleni tiltakozásképpen elkészítették a Hey, Hey, Rise Up! című dalt.
2023 elején Gilmour felesége, Polly Samson azt írta a Twitteren, hogy Waters antiszemita és „egy hazug, tolvaj, képmutató, adóelkerülő, szájhősködő, nőgyűlölő, betegesen irigy megalomániás”. Gilmour a Twitteren reagált a tweetre: „Minden szó bizonyíthatóan igaz."
Gilmour 2024. szeptember 6-án bemutatta a Luck and Strange című új stúdióalbumát, amely a Sony Music gondozásában jelent meg. Producerei Gilmour és Charlie Andrew voltak.

## Szólókarriere

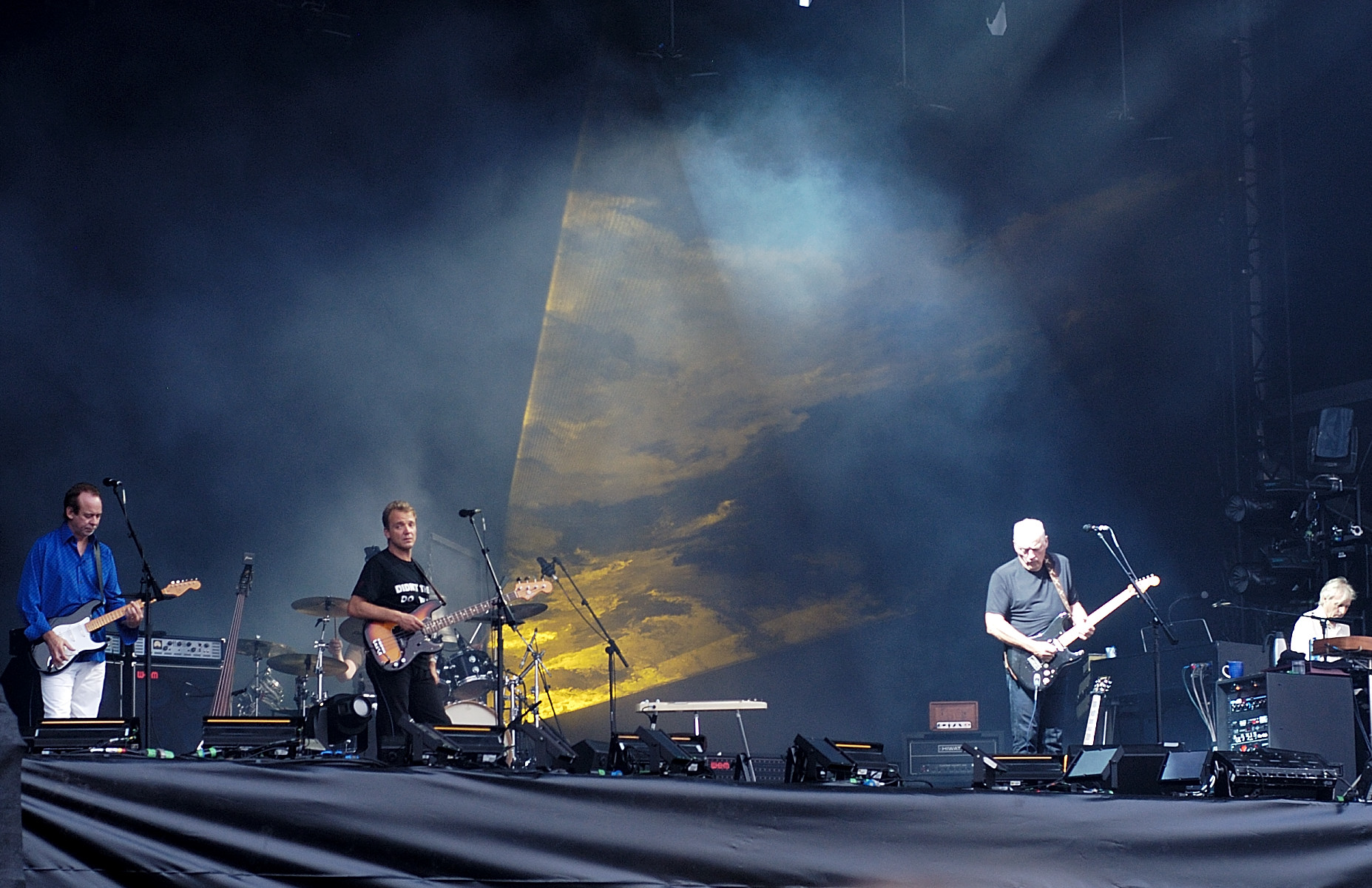
Gilmour 2006 júliusában Münchenben. A tagok balról jobbra: Phil Manzanera (gitár), Guy Pratt (basszusgitár), mögötte Steve DiStanislao (dob), David Gilmour, Richard Wright billentyű) és a képen nem látható, de az együttes tagja Jon Carin is (többnyire billentyű).

Gilmournak összesen hét szólóalbuma jelent meg, ezekből négy bejutott az Egyesült Államok 40-es toplistájára. A 2024. szeptemberében bemutatott Luck and Strange szinte bemutatásával egyidőben  az Egyesült Királyság toplistájának első helyére került, ez lett Gilmour harmadik albuma, amely ilyen sikerben részesült.
- 1978 – David Gilmour 29. hely
- 1984 – About Face 32. hely[25]
- 2006 – On an Island 6. hely[26][27]
- 2008 – Live in Gdańsk 26. hely[28][29]
- 2015 – Rattle That Lock
- 2017 – Live At Pompeii
- 2024 – Luck and Strange

2001 és 2002 között néhány akusztikus koncertet adott Londonban és Párizsban, amit fel is vettek és David Gilmour in Concert címen kiadtak DVD-n.
2006. március 6-án kiadta harmadik szólólemezét On an Island címen, amely pont a 60. születésnapjára esett, majd egy nappal később az Egyesült Államokban is megjelentették. Angliában az első, Németországban és Svédországban pedig az ötödik helyen végzett a toplistákon, a Billboard 200-on pedig a hatodikon. A lemezen maga Gilmour volt a producer Phil Manzanerával és Chris Thomasszal együtt, továbbá a lemezen hallható zenekart a lengyel származású Zbigniew Preisner vezényelte. A címadó dalon David Crosby és Graham Nash hallható énekesként, de közreműködött még Robert Wyatt is kornetten és ütős hangszeren, Richard Wright Hammond-orgonán és énekesként, továbbá Jools Holland, Phil Manzanera, Georgie Fame, Andy Newmark, B. J. Cole, Chris Stainton, Willie Wilson, Bob Klose gitáron és Leszek Możdżer zongorán. Gilmour a Red Sky at Night című számon maga szaxofonozik. Az On an Island az angliai toplistákon elérte az első helyet, Kanadában 2006. április 10-én platinalemez lett 100 000 fölötti eladással büszkélkedve, ezzel is elősegítve azt, hogy Gilmour albuma az Egyesült Államokban bejutott az első tízbe, mint szólóelőadó.
Az album kiadása után Európába, az Egyesült Államokba és Kanadába ment turnéra, hogy népszerűsítse a frissen megjelent lemezét. A turnén részt vett többek között Richard Wright és a Pink Floyd-koncertekről és -albumokról már ismert Dick Parry, Guy Pratt és Jon Carin is. Összesen tíz koncertet adott március 10-től egészen május 31-ig az Egyesült Államokban és Kanadában. A turné európai része július és augusztus között volt megtartva, Magyarországra nem jött el Gilmour, mint ahogyan a Pink Floyd sem soha.
Gilmour így nyilatkozott a turnét népszerűsítő sajtónak:
Nagyon remélem, hogy ezzel a turnéval az emberek elhiszik nekem, hogy csakis ezzel az együttessel tervezek közös turnét!

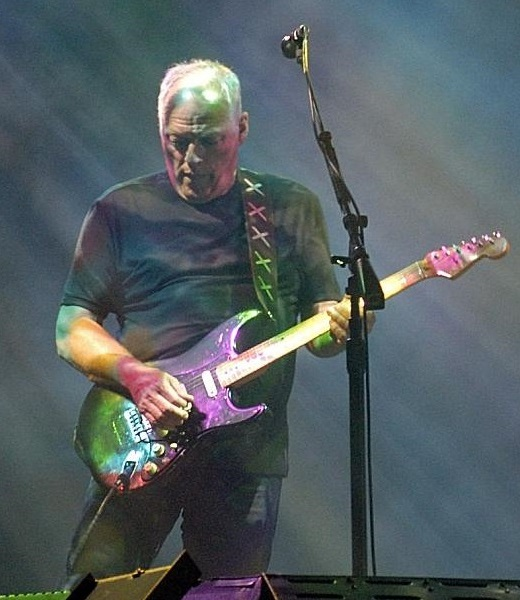
Gilmour 2006. július 29-én Németországban, Münchenben az On an Island turné alatt.

2007. szeptember 17-én a turnét felvették filmre és kiadták Remember That Night címen DVD-n és Blu-ray-en. A dupla DVD-s filmet David Mallet rendezte, ötórai koncerttel, egy, a turné utazásáról szóló dokumentumfilmmel és David Bowie, Robert Wyatt vendégszereplőkkel. A két és fél órás koncerten mellé egy húszoldalas könyvet is mellékeltek, mintegy 80 fényképet tartalmazva a stúdiós munkákról és a turnéról. A kiadvány Blu-ray-lemezen is beszerezhető Dolby TrueHD hangzással (mivel a Dolby TrueHD nem alapvető formátum a Blu-ray-lejátszóknak, ezért néhány lejátszó csak sztereóban tudja lejátszani a koncertet).
A turné utolsó állomása a gdański kikötőben volt megtartva, 2006. augusztus 26-án, a mintegy 50 000 fős közönségnek, az 1980-as lengyel forradalom 26. évfordulója alkalmából. A koncert ráadásaként az egyik figyelemre méltó száma A Great Day for Freedom volt. 2008. szeptember 22-én adták ki a koncertet két CD-n és egy DVD-n Live in Gdańsk címen, nem sokkal Wright halála után és csak ennél a show-nál használt Gilmour egy negyvenfős zenekart az együttes mellé, nevezetesen a Lengyel Balti Filharmonikusokat Zbigniew Preisner vezénylésével, aki az On an Islandon is vezényelt.
2009-re Gilmour csupán egyetlen koncertet tervezett Richard Wright halála miatt, mégpedig a hajléktalanokat segítő „titkos” Crisis nevű jótékonysági szervezet koncertjét 2009. május 25-re, ahol közösen lépett fel Amadou & Mariammel.
2009. július 4-én Gilmour Jeff Beckhez csatlakozott csupán egyetlenegy koncert erejéig a londoni Royal Albert Hallban. Gilmour és Beck végigszólózták a Jerusalem című számot, majd a Hi Ho Silver Lininggel fejezték be a műsort.
2009 augusztusában egy online kislemezt jelentetett meg, Chicago – Change the World címmel, amin énekel, gitározik, basszusgitározik és billentyűzik, hogy Gary McKinnon helyzetén segítsen. A cím egy Graham Nash-szerzeményből származik, mégpedig a Chicagóból, de Gilmour felvételén Chrissie Hynde, Bob Geldof és maga McKinnon is közreműködött. A producer Chris Thomas volt, aki hosszú éveken át közreműködött Pink Floyd dalokon.
2024. szeptember 6-án Gilmour bemutatta a Luck and Strange című új stúdióalbumát. Felesége, Polly Samson regényíró írta a dalszövegek nagy részét, amelyek szerinte a halandóságról és az öregedésről szólnak. Gyermekeik további zenei motívumokkal, dalszövegekkel és hangszereléssel gazdagították az albumot. A Luck and Strange szinte bemutatásával egyidőben  az Egyesült Királyság toplistájának első helyére került.

## Család, közélet, hobbi

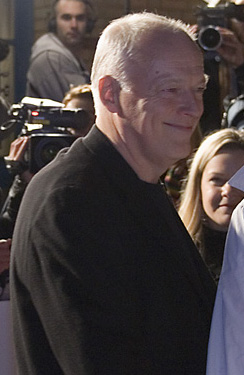
Gilmour a londoni Alexandra Palotánál 2005-ben.

Gilmour első házassága Virginia "Ginger" Hasenbeinnel volt, amiből négy gyerekük született: Alice (1976), Clare (1979), Sara (1983) és Matthew (1986). A gyerekek eredetileg a Waldorf Iskolában tanultak, de később Gilmour rettentőnek találta az ottani tanítást. 1994. július 28-án Polly Samsonnal házasodott össze, akitől három gyermeke született: Joe (1995), Gabriel (1997) és Romany. Polly első fiát, Charlie-t Gilmour magához vette, aki Heathcote Williamstől származik. A The Division Bell album utolsó dalának, a High Hopesnak a végén Charlie hangja hallható, amint épp Steve O’Rourke-kal telefonál.
Gilmour magát baloldalinak és munkáspárti szavazónak mondja. Vagyonát 140 millió fontra becsülik. Számos jótékonysági szervezetnek adományozott. 2003 májusában a Nyugat-London körzetében lévő Maida Vale-ben eladta a házát kilencedik Earl Spencernek, majd az így megkapott összeget – 3.6 millió fontot – a Crisis Alapítványnak ajánlotta, hogy segítsen a hajléktalanoknak otthont adó programban. Emellett még a következőket támogatta: Oxfam, Európai Unió Elme Egészség és Beteg Egyesület, Greenpeace, Amnesty International, A Lung Alapítvány és Nordoff-Robbins Music Therapy.
Gilmour nem csak a zenével, hanem pilótaként a légi közlekedéssel is foglalkozik. Ő alapította az Intrepid Légi Közlekedés névre hallgató repülőgép-múzeumot, mivel nagyszerű történelmi repülőgép-gyűjteménye van. Később úgy döntött, hogy eladja a céget, mivel egyre nagyobb üzleti üggyé vált, ez az eredetileg hobbinak induló szenvedélye. Egy BBC-interjúban ezt mondta:
Az Intrepid Légi Közlekedés csak egy hobbi volt a zene mellett, de az évek során túl nagy üzleti üggyé vált a múzeum. Hirtelen azon kaptam magam, hogy ahelyett, hogy élvezném ezt a fajta hobbit, túl sokat foglalkoztam a múzeum üzleti ügyeivel, úgyhogy inkább eladtam. Többé már nem az enyém az Intrepid Légi Közlekedési múzeum. Csak egy nagy régi repülőgépem van, s remélem, hogy egyszer majd felszállhatok vele.

## Elismerések
- A Brit Birodalom Rendje, parancsnoki fokozat (2003)
- 2008. május 22-én Gilmour Ivor Novello-díjat nyert életművéért.[41]
- Ugyancsak 2008-ban „kimagasló közreműködőként” Q Awards-díjat kapott, amit a már elhunyt Richard Wrightnak ajánlott fel.[2]

## Játékstílusa
Gilmourt szólójátéka tette nagyon híressé, a karakteres hajlításaival, a bluesos játékával és a hosszan kitartott hangjaival. Habár a legjobban csak úgy ismerik, mint gitáros, de azon kívül még számos más hangszeren is képes játszani: basszusgitáron (néhány Pink Floyd-számon is ő basszusozik), billentyűn, szájharmonikán, dobon (a Syd Barrett által írt Dominoes című számon ő dobol) és szaxofonon (az On an Islandről a Red Sky at Nighton ő játszik).
A Pink Floyd korai kezdetén Gilmour Fender Stratocastereken játszott. Később, az együttes egyik leghíresebb számának, az Another Brick in the Wall, Part 2-nek a szólóját egy Gibson Les Paul gitáron játszotta fel. 1996-ban bekerült a Rock and Roll Hall of Fame-be, mint a Pink Floyd tagja. Sok kritikus és hallgató szerint minden idők egyik legjobb gitárszólóját lehet hallani a Comfortably Numb című számnál.
2011-ben a Rolling Stone magazin a 14. helyre sorolta be Gilmourt a Minden idők 100 legjobb gitárosa listán, 2007 januárjában a Guitar World magazin olvasói a Comfortably Numb, a Time és a Money szólóit szavazták be a 100 Legjobb Gitárszólói listába: a Comfortably Numb a 4., a Time a 21. és a Money a 62. helyen végzett.

## Fő felszerelései
Gilmour felszerelései mindig változtak az évek során, minden koncerten és albumon más felszerelésekkel dolgozott, így csak a fontosabbak kerültek ebbe a listába.

### Gitárok
- Fender
  - Stratocaster
    - Black Strat: jelenleg ez a fő gitárja, ami rengeteg változáson ment át az évek alatt, s eredetileg ez a Fender Stratocaster egy sunburst színű gitár volt, de testét később átfestették feketére, a koptatólapot feketére cserélték, majd krém színű hangszedőket és potmétersapkákat kapott. Jelenleg egy 1975-ös vintage „gyenge V alakú” nyaka van és egy kapcsoló található a gitár testén, amivel a hídi és a nyaki hangszedőket lehet összekombinálni. Először egy Kahler tremolórendszerrel volt ellátva a hangszer, de később kicserélték eredeti Fenderre és fával tömték be a megmaradt lyukat, majd a megengedettnél jobban átfestették. A hídnál egy Seymour Duncan SSL-5 nevű hangszedő van és egy ajándékba kapott Jimi Hendrix-gitárpánttal használja a hangszert.[49]
    - A második fő hangszerét Roger Waters kiválása után használta a A Momentary Lapse of Reason, a Delicate Sound of Thunder és The Division Bell lemezeken. Ez egy almapiros színű (CandyApple Red) '57-es gitár újbóli kiadása, amit 1984-ben készítettek el. EMG SA aktív hangszedők és két hagyományos hangszínszabályzó található rajta, továbbá egy EMG SPC mid boost vezérlő és egy EXG treble/bass expander (ami levágja a középtartományt, boostolva a basszust és a magas tartományt). Az On an Island turné minden koncertjén használta a Shine On You Crazy Diamond című számnál.
    - Gilmour birtokolja a legelső Stratocastert, habár nem ez a legelső ilyen gitár, de ezt volt a legelső, aminél elkezdték számozni a Stratocaster gitárokat. 2004-ben a Wembley Arenánál a Strat Pack Koncerten lehetett is látni.
    - Krémszínű '57-es új kiadású, amit 1984-ben használt a szólóturnéján és a korai 1987–1990 turnékon. Az 1994-es turnén pótgitár volt. Tim Renwick játszott rajta Gilmourral és a Live 8-en is használta. Ugyanolyan EMG hangszedők vannak benne, mint az almapiros színű gitárban, a Live 8 után pedig a nyak a Black Strathoz került át.
    - '57-es Lake Placid Blue, gyártási száma: #0040. A The Wall-korszakban használta.
    - Dupla nyakú Stratocaster, amit koncerteken használt 1970 és 1972 között.
    - Sunburst Stratocaster 1963-as rózsafa nyakkal és '59-es testtel. Steve Marriott-tól kapta a gitárt és azt gondolta, hogy Gilmour nem szereti annyira gitárt, hogy sokáig használja, ezért azt javasolta, hogy cserélje ki a nyakat az eredeti Black Stratról és cseréljék meg a kettőt, a rózsafa fogólap pedig a Black Straton maradt 1978-ig. A gitárt az ez utáni években használta, mint slide-gitár és pótgitár.
    - Fehér koptatólappal a késői 1960-as években használta, amit az együttestől kapott ajándékba,[50] de később ellopták 1970-ben.

  - Fender Telecaster
    - Szőke test fehér koptatólappal, az On an Island turnén használta.
    - '52-es Butterscotch Reissues fekete koptatólappal, 1987 és 1995 között használta. Ez volt az első gitár D-re hangolva, később visszahangolta normál hangolásra a Run Like Hellhez és az Astronomy Domine-hoz.
    - '59-es Custom Telecaster sunburst testtel fehér kötéssel, rózsafa fogólappal és fehér koptatólappal. Gibson Humbucker volt a nyaki hangszedőnél, de ezt később lecserélte az Animals felvételei előtt. Az On an Island turné próbáin lehetett utoljára látni.
    - '61-es Telecaster a The Wall felvételein hallható. A Roger Waters után korszakban a Run Like Hell számnál használta, s utoljára 2007-ben lehetett látni a Syd Barrett-emlékkoncerten.
    - 1960-as évek, barna színbe átmenő testtel.
    - 1960-as évek szőke test fehér koptatólappal. Ez volt a fő gitárja az első néhány évben a Pink Floyddal, de később eltűnt egy légitársaságnál 1968-ban, majd vett egy barna színbe átmenő Telecastert.[51]

  - Fender Esquire
    - '55-ös sunburst test, vagyis a „The workmate Tele” („A Tele munkatárs”), amihez nyaki hangszedőt tettek. A David Gilmour, a The Wall lemezeken és az azt követő turnékon használta, továbbá Paul McCartney előadásánál is a késői 1990-es években.

  - Lap Steel gitárok
    - 1950-es Stringmaster twin neck pedal fémhúrral. Az 1970-es években használta.[52]
    - Fender Deluxe lap steel. A The Division Bell turnén használta először 1994-ben.[52]

  - Fender Bass VI. A The Wall felvételein hallható.
  - Fender Precision basszusgitár
  - Fender Jazz Bass. A The Wall felvételein hallható.
- Gibson
  - Gibson Les Paul Goldtop (P-90 hangszedőkkel, Bigsby vibrato híd)
  - Gibson: EH150 Lap Steel gitár, Chet Atkins klasszikus gitár, & J-200 Celebrity akusztikus gitárok.[53]
- Gretsch Duo-Jet
- Bill Lewis 24-fretes gitár, amely a Meddle és a The Dark Side of the Moon felvételein hallható.
- Ovation.
  - Ovation Legend 1619-4 fémhúros & magas húrozású gitárok. A The Wall felvételein hallható.[53]
  - Ovation Legend 1613-4 nylonhúros gitár. A The Wall felvételein hallható.[54]
  - Ovation Magnum basszusgitár. A The Wall felvételein hallható.[54]
- Takamine akusztikus gitár.
- Martin akusztikus gitárok.
  - Martin D-35.[53][54]
  - Martin D12-28 12 húros akusztikus gitár.[53]
  - Martin D-18 akusztikus gitár.[53]
- Taylor akusztikus gitár.
- Jose Vilaplana nylonhúros gitár.
- Steinberger GL. A A Momentary Lapse of Reason felvételein hallható.
- Charvel Fretless Fender Precision basszusgitár. A The Wall felvételein hallható.
- Music Man Fretless Stingray basszusgitár. 1991-ben használta a Amnesty International-koncerten, továbbá még Spinal Tap előadásában is a „Big Bottom” számon, amin az összes gitár basszusgitáron van feljátszva és Gilmour játssza a szólót.
- Jedson lap steel gitár egy piros (1977-es hangolás: D-G-D-G-B-E, Shine On You Crazy Diamond Parts 6-9, 1987-2006 közötti hangolás: E-B-E-G-B-E) és egy szőke kivitelben.[52]
- ZB pedal steel gitár.[54]

#### David Gilmour Stratocaster
2006 novemberében két reprodukciót jelentett be a Fender Custom Shop Gilmour Black Strat nevű gitárjából 2008. szeptember 22-re. Gilmour weboldalán azt írták, hogy azért választották ezt a megjelenési dátumot, hogy egybeessen a Live in Gdańsk albummal. Mind a két gitár alapos reprodukciója az eredeti Black Stratnek, ám a legdrágább David Gilmour Relic Stratocaster teljesen hasonlít az eredetihez. A gitárról egy érintetlen másolat is fog készülni David Gilmour NOS Stratocaster néven. A két gitár tulajdonságai:
- Vintage stílusú fretek
- Fekete pontos berakások
- Amerikai vintage szinkronizált tremoló saját tremolóblokkal
- Fehér tremolóhátlap
- Lerövidített tremolókar
- Fender/Gotoh vintage stílusú Tuning Machines
- Nikkel/króm alkatrészek
- 1 fekete koptatólap 11 lyukkal
- Koptatott fehér plasztik alkatrészek és potméterek
- Egy hangerőszabályzó potméter
- Két hangszínszabályzó potméter: egyikkel a nyaki, a másikkal pedig a hídi hangszedőt lehet kiválasztani a hagyományos nyaki és középpotméterek helyett
- Saját „neck on” kapcsoló, amivel kombinálni lehet a nyaki és a hídi hangszedőket
- Ötpozíciós hangszedőválasztó
- Fender Custom Shop Fat '50-es nyaki & '69-es középhangszedő
- Seymour Duncan SSL-5 hangszedő, vagy SSL-1 a még vintage stílusú hangzásért

### Erősítők

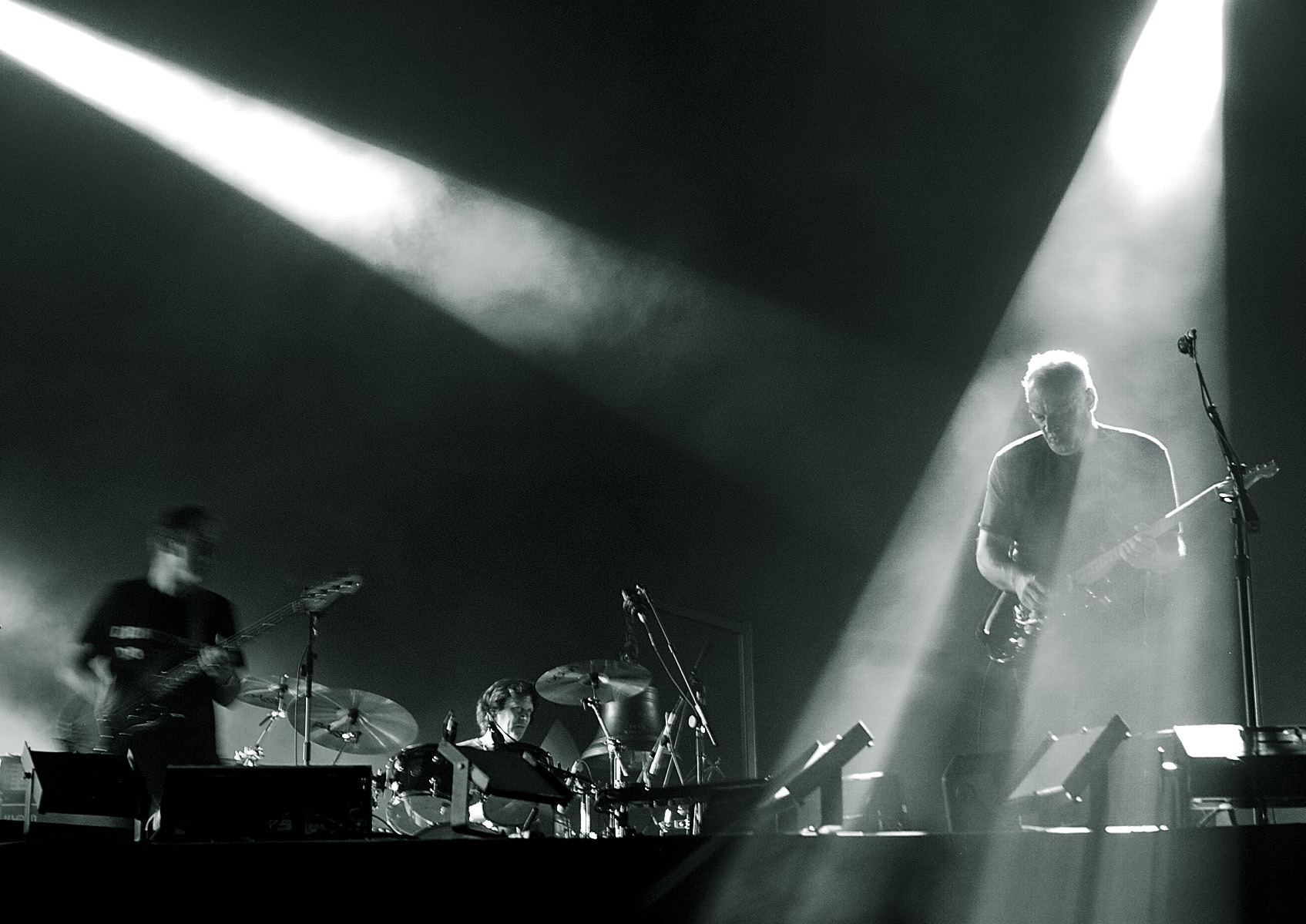
Gilmour Münchenben a Königsplatz térnél 2006. július 26-án.

- Hiwatt (fő erősítő) DR 103 fejek a WEM Super Starfinder 200 4x12 ládákba Fane Crescendo hangszórókkal
- Fender ‘56 Tweed Twin erősítő (kisebb koncerteken használja)
- Fender Twin Reverb kombók
- Fender Twin Reverb II 1983 105w fejek
- Mesa Boogie Mark II C+
- Alembic F2-B basszus előerősítő
- Custom-built 'Doppola' forgó hangszóró (Hiwatt fejekkel meghajtva)
- Gallien/Krueger 250 ML kombó erősítő
- Selmer Stereomaster 100w
- Maestro Rover forgó hangszóró
- Leslie 147 forgó hangszórós ládák
- Marshall 1960 100w fej
- Yamaha RA-200 forgó hangszórós ládák
- Magnatone 280-A 50w kombó
- Alessandro Bluetick Coonhound High-End, 20w csöves erősítő
- Hiwatt SA212 kombó

### Effektek
| - Electro-Harmonix/Sovtek Big Muff - Vintage Electro-Harmonix Big Muff (a korai 1970-es évekbeli „Triangle” és „Ram's Head” verziók) - Electro-Harmonix Electric Mistress & Small Stone phaser - MXR Dyna-Comp (ős-Dunlop „Script” logó) - MXR Phase 90 (a Shine On You Crazy Diamond, Pts. I-V című számban használja „Syd négy hangjánál”) - MXR Phase 100 (Koncerteken használta, a korai 1977-ben az In the Flesh turnén) - MXR Noise Gate/Line Driver, Digital Delay System II - Colorsound Power Boost - Demeter Compulator - Analogman Sun Face - Chandler Tube Driver - BK Butler Tube Driver - Boss CS-2 Compression Sustainer & GE-6 EQ Pedal, GE-7 EQ pedál - Boss MZ-2 Digital Metalizer & HM-2 Heavy Metal Distortion, SD-1 Overdrive, DD-2 Digital Delay, CE-2 Chorus - TC Electronics Booster+ (Line Driver/Distortion), Electronic Sustain és Parametric Equalizer, TC-2290 Dynamic Digital Delay - Pro Co RAT Distortion, RAT 2 | - Heil Talk box - Dallas Arbiter Fuzz Face (először NKT-275 tranzisztorokkal, később BC-108 tranzisztorokkal) - Ibanez CP9 Compression Sustainer, Ibanez Tube Screamer, TS10 Tubescreamer - Uni-Vox Univibe - Vox Wah-Wah pedál - Dunlop Cry Baby wah-wah pedál - Binson Echorec II, Echorec PE - Digitech Whammy - Ernie Ball hangerőpedál - Pete Cornish Pedal Board és Saját effektek - Pete Cornish Soft Sustain, Soft Sustain 2, P-1, P-2, G-2, ST-2, Line Driver, Linear Boost - Pete Cornish Tape Echo Simulator (T.E.S), Custom Tube 6 Band EQ - EBow - Lexicon PCM70 Digitális effektprocesszor - Yamaha SPX-90 II Digitális effektprocesszor - Zoom multieffekt - DigiTech ISP-33B Super Harmony pitch shifter - Dynacord CLS-222 Leslie szimulátor - Roland SDE 3000 digital delay |

### Egyebek
- EMS Hi-Fli Prototype, Synthi-AKS, VCS3
- GHS Boomer húrok saját szerelésben: 10-12-16-28-38-48
- Herco Flex 75 pengetők
- Keresztbe fűzött gitárpánt Jimi Hendrixtől, amit Polly Samson vett Gilmournak a 60. születésnapjára
- Shaffer-Vega vezeték nélküli rendszer, amit a The Wall koncerteken használt 1980–1981-ig és az 1984-es About Face turnén
- Pete Cornish vezeték nélküli rendszer koncertekre 1987–1996-ig
- Evidence Audio kábelek

## Diszkográfia

### Pink Floyd
- 1968 – A Saucerful of Secrets
- 1969 – More
- 1969 – Ummagumma
- 1970 – Atom Heart Mother
- 1971 – Meddle
- 1972 – Obscured by Clouds
- 1973 – The Dark Side of the Moon
- 1975 – Wish You Were Here
- 1977 – Animals
- 1979 – The Wall
- 1983 – The Final Cut

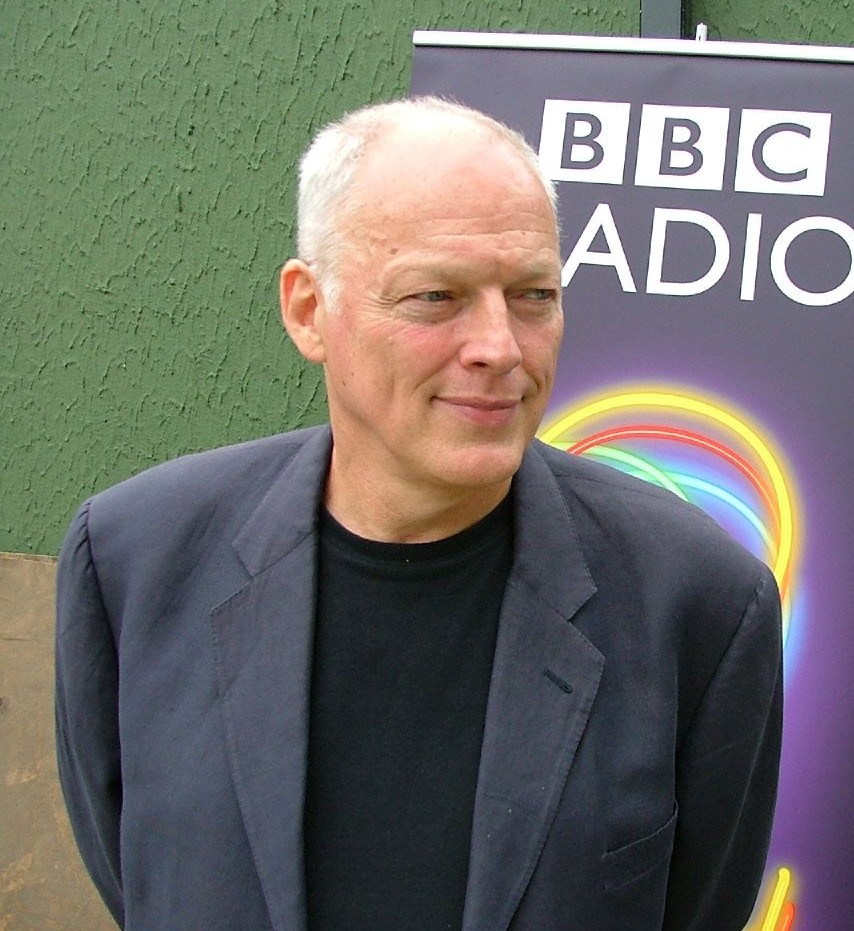
Gilmour 2005-ben a Live 8-en.

- 1987 – A Momentary Lapse of Reason
- 1988 – Delicate Sound of Thunder
- 1994 – The Division Bell
- 1995 – P•U•L•S•E

### Szólóalbumok
- 1978 – David Gilmour
- 1984 – About Face
- 2006 – On an Island
- 2008 – Live in Gdańsk
- 2015 – Rattle that Lock
- 2017 – Live At Pompeii
- 2024 – Luck and Strange

### Kislemezek
- 1978 – There's No Way out of Here
- 1984 – Blue Light
- 1984 – Love on the Air
- 2006 – On an Island
- 2006 – Smile
- 2006 – Arnold Layne (koncertfelvétel)

### Filmzenék
- 1994 – Fractals: The Colors of Infinity[57]

### Filmográfia
- 1984 – David Gilmour Live 1984 (VHS)
- 2002 – David Gilmour in Concert (DVD)
- 2007 – Remember That Night (DVD/BD)
- 2008 – Live in Gdańsk (DVD)
- 2017 – Live At Pompeii (DVD/BD)

## Egyedüli Pink Floyd-szerzeményei
- 1969 – A Spanish Piece a Soundtrack from the Film More című albumról
- 1969 – The Narrow Way, part 1-3 az Ummagummáról
- 1970 – Fat Old Sun az Atom Heart Motherről
- 1972 – Childhood’s End az Obscured by Clouds című lemezről
- 1987 – Round and Around, A New Machine, part 1-2, Terminal Frost és Sorrow a A Momentary Lapse of Reason albumról
- 1992 – Country Theme, Small Theme, Big Theme és Mexico '78 a La Carrera Panamericana című lemezről
- 1994 – Coming Back to Life a The Division Bellről

## Közreműködései
Gilmour a Pink Floydon kívül sok más előadóval és jótékonysági csoportnak dolgozott együtt élete során: Kate Bush, Grace Jones, Tom Jones, Elton John, B.B. King, Seal, Sam Brown, Jools Holland, Bob Dylan, Pete Townshend, The Who, Supertramp, Levon Helm, Robbie Robertson, Alan Parsons és például volt egykori együttestársának, Syd Barrettnek is segített.
1984-ben a Give My Regards to Broad Street albumon és filmen hallható No More Lonely Nights című Paul McCartney-számban szólózott. Egy, a knebworth-i koncerteket megelőző 1990-es rádióinterjúban Gilmour azt mondta Jim Laddnek, hogy a No More Lonely Nights számot vette fel utoljára McCartney a filmhez és azt mondta neki Gilmour, hogy adja oda valamelyik jótékonysági szervezetnek a fizetését.
1985-ben Bryan Ferry együttesének volt a tagja és a Boys and Girls című albumán is közreműködött mint gitáros, mint ahogyan a Legend című film Is Your Love Strong Enough számánál is (bár az Egyesült Államokban a filmzene a Tangerine Dream együttessel készült el). Később Gilmour a Live Aiden adott koncertet Ferryvel., ahol Gilmour gitárja elromlott, s ezért a almapiros Fender Stratocasterrel játszotta végig az előadást.
1991-ben az All About Eve együttes 1991-es Touched by Jesus című album az Are You Lonely és a Wishing the Hours Away című számain gitározott Gilmour.
Gilmour továbbá az The Easy Guitar Book Sketch című könyvben is segédkezett Rowland Rivron komikus és néhány brit zenésszel együtt, mint például Mark Knopfler, a motörheades Lemmy, Mark King a Level 42-ből és Gary Moore. Egy interjúban Phil Taylor elmondta, hogy Knopfler Gilmour felszerelését használta és hogy megpróbált úgy szólni, mint Gilmour.
1994-ben a Tuneland című videójáték zenéjén dolgozott, többek között Scott Page szaxofonossal.
| Év   | Előadó                       | Album / Egyéb |
| ---- | ---------------------------- | --- |
| 1970 | Syd Barrett                  | The Madcap Laughs |
| 1970 | Syd Barrett                  | Barrett |
| 1970 | Ron Geesin és Roger Waters   | Give Birth to a Smile a Music from the Body című albumról |
| 1974 | Unicorn                      | Blue Pine Trees |
| 1975 | Roy Harper                   | The Game a HQ című albumról |
| 1978 | Kate Bush                    | Vezető producer két számban a The Kick Inside című albumról |
| 1979 | Wings                        | Back to the Egg |
| 1980 | Roy Harper                   | Playing Games, You (The Game Part II), Old Faces, Short and Sweet és True Story a The Unknown Soldier című albumról. Gilmour zenészként van feltüntetve az albumon. |
| 1982 | Kate Bush                    | Pull Out the Pin a The Dreaming című albumról |
| 1983 | Atomic Rooster               | Headline news |
| 1984 | Paul McCartney               | No More Lonely Nights a Give My Regards to Broad Street című albumról                                                                                               |
| 1985 | Supertramp                   | Brother Where You Bound |
| 1985 | Bryan Ferry                  | Is Your Love Strong Enough? a Legend című albumról |
| 1985 | Bryan Ferry                  | Boys and Girls |
| 1985 | Bryan Ferry                  | Live Aid (Bryan Ferry együttesével) |
| 1985 | Nick Mason és Rick Fenn      | Lie for a Lie (ének) a Profiles című albumról |
| 1985 | Pete Townshend               | Give Blood és White City Fighting a White City: A Novel című albumról.                                                                                              |
| 1985 | Arcadia                      | So Red the Rose |
| 1985 | The Dream Academy            | Közreműködött The Dream Academy |
| 1985 | Roy Harper és Jimmy Page     | Whatever Happened to Jugula? |
| 1986 | Berlin                       | Count Three & Pray |
| 1986 | Pete Townshend               | Szólógitár Pete Townshend albumán, a Deep End Live!-on |
| 1987 | Dalbello                     | Immaculate Eyes a she című albumról |
| 1988 | Peter Cetera                 | You Never Listen to Me a One More Story című albumról |
| 1988 | Sam Brown                    | Stop! című albumon gitározik a This Feeling és I'll Be in Love számokon                                                                                             |
| 1989 | Kate Bush                    | Love and Anger és Rocket's Tail a The Sensual World című albumról                                                                                                   |
| 1989 | Paul McCartney               | We Got Married a Flowers in the Dirt című albumról |
| 1989 | Rock Aid Armenia             | Smoke on the Water a The Earthquake Album című albumról |
| 1989 | Warren Zevon                 | Transverse City |
| 1990 | Roy Harper                   | Once a Once című albumról (Kate Bushsal háttérvokálozik) |
| 1990 | Propaganda                   | Only One Word a 1234 című albumról |
| 1991 | All About Eve                | Are You Lonely és Wishing the Hours Away a Touched by Jesus című albumról                                                                                           |
| 1992 | Elton John                   | Understanding Women a The One című albumról |
| 1992 | Mica Paris                   | I Put a Spell on You a Later with Jools Holland című albumról |
| 1993 | Paul Rodgers                 | Standing Around Crying a Muddy Water Blues: A Tribute to Muddy Waters című albumról                                                                                 |
| 1996 | The Who                      | Quadrophenia (1996, Hyde Park koncert) |
| 1997 | B. B. King                   | Cryin' Won't Help You Babe a Deuces Wild című albumról |
| 1999 | Paul McCartney               | Run Devil Run |
| 2001 | The Triumph of Love filmzene | |
| 2003 | Ringo Starr                  | Ringo Rama |
| 2004 | Alan Parsons                 | Return to Tunguska a A Valid Path című albumról |
| 2005 | Különböző előadók            | Ever Fallen in Love (With Someone You Shouldn't've) |